# Jules de Monjaret de Kerjégu
Pour les autres membres de la famille, voir Famille Monjaret de Kergégu.
Jules de Montjaret de Kerjégu est un amiral et homme politique français né le 6 octobre 1816 à Moncontour (Côtes-du-Nord, actuellement Côtes-d'Armor) et décédé le 23 mars 1880 à Paris.

## Biographie
Fils de François Félix Monjaret de Kerjégu, député de 1824 à 1830, et de Marie Louise Rouxel de Villeféron, frère de François Marie Monjaret de Kerjégu, député et sénateur du Finistère, de Louis Monjaret de Kerjégu, député du Finistère, et oncle de James Montjaret de Kerjégu, député du Finistère, il entre à l'École navale en 1831 et prend part aux campagnes de la Baltique, de Chine et de Cochinchine - où il fut blessé - et du Mexique. Décoré à 16 ans pour faits de guerre, il est successivement promu enseigne de vaisseau en 1838, lieutenant de vaisseau en 1845, capitaine de vaisseau le 1860 et contre-amiral en 1872. 
Il épouse, en 1863, sa cousine germaine Marie Thérèse Rouxel de Villeféron, fille de l'armateur François Louis Rouxel de Villeféron et de Marie Thérèse Denis.
Le 21 février 1875, au second tour, il est élu représentant des Côtes-du-Nord à l'Assemblée nationale, en remplacement d'Henri Pierre Flaud, contre Foucher de Careil, candidat républicain, et le duc de Feltre, candidat bonapartiste.
Le 30 janvier 1876, il est élu sénateur des Côtes-du-Nord. Il siège dans le groupe légitimiste et vote la dissolution de la Chambre demandée par le ministère de Broglie. 
Admis à la retraite le 27 novembre 1879, il meurt en mars 1880 et est remplacé, le 10 octobre suivant, par Henri de Carné.

### Source
- « Jules de Monjaret de Kerjégu », dans Adolphe Robert et Gaston Cougny, Dictionnaire des parlementaires français, Edgar Bourloton, 1889-1891 [détail de l’édition]